# علی قره‌داغی

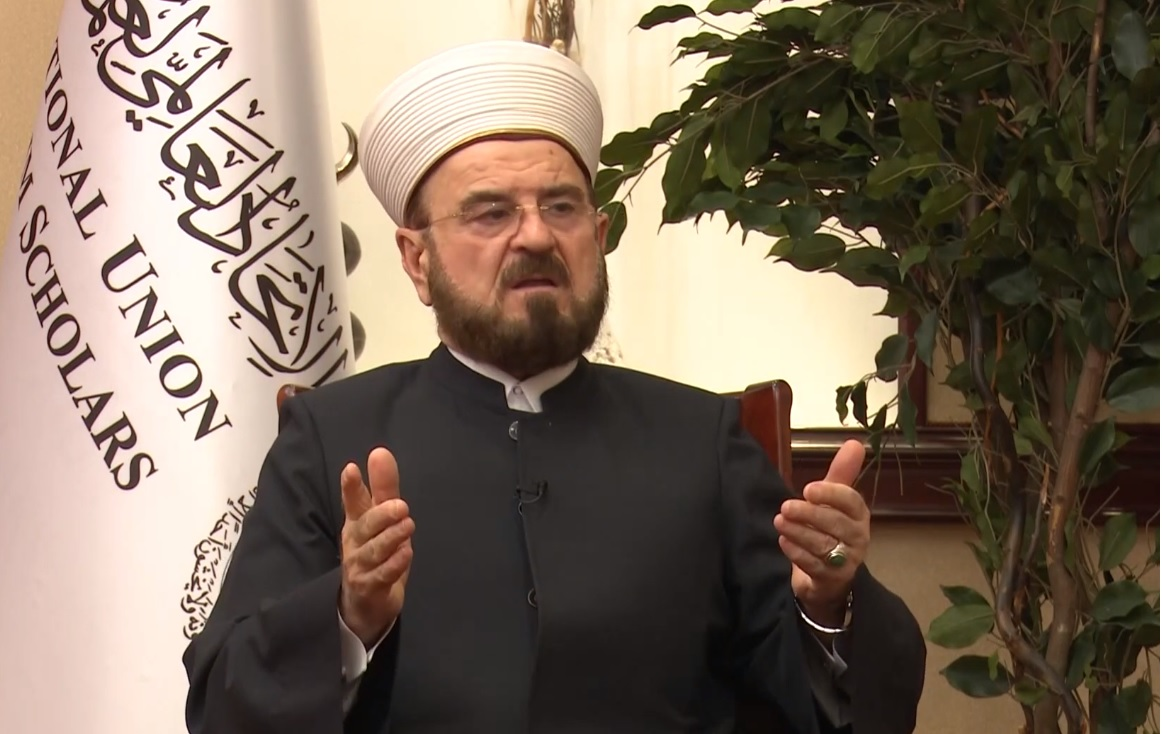
علی قره‌داغی

علی محیی‌الدین قره‌داغی (متولد ۱۹۴۹در سلیمانیه) استاد فقه و اصول دانشگاه قطر و شهروند این کشور می‌باشد. از عناوین وی نایب رئیس مجمع بین‌المللی تقریب بین مذاهب و دبیرکل اتحادیه جهانی علمای اسلام قابل اشاره است.

## زندگی
علی قره‌داغی در سال ۱۹۴۹م در شهرستان قره داغ (بخشی از استان سلیمانیه عراق) به دنیا آمد. او دکترای شریعت و حقوق را از دانشگاه الازهر مصر در زمینهٔ عقود و معاملات مالی در سال ۱۹۸۵م گرفت. او در زمینه اقتصاد در اسلام و مسائل فقهی و فکری اسلامی تخصص دارد و تاکنون ۳۱ کتاب به رشته تحریر درآورده است.

## آثار
1. فقه البنوک الإسلامیة – دراسة فقهیة واقتصادیة (فقه بانک‌های اسلامی – پژوهشی فقهی و اقتصادی)، قطر، بدون تاریخ.
2. التأمین (التکافلی) الإسلامی – دراسة فقهیة تأصیلیة مقارنة بالتأمین التجاری مع التطبیقات العملیة، الطبعة الخامسة والمنقحة (بیمهٔ اسلامی [تکافلی] – پژوهشی فقهی پایه‌ای و تطبیقی با بیمهٔ تجاری و کاربردهای عملی)، لبنان، ۲۰۱۱.
3. الحقوق المالیة مع تطبیقاتها المعاصرة – ومدی جواز الاعتیاض عنها – دراسة فقهیة مقارنة (حقوق مالی با کاربردهای معاصر و جواز عوض گرفتن در مقابل آن ـ پژوهشی فقهی تطبیقی)، لبنان، ۲۰۱۱.
4. . التَّوَرُّق المَصرِفِیّ بین التَّورُّق المُنْضَبِط والتَّورُّق المُنَظَّم – دراسة فقهیة مقارنة (قرارداد تامین نقدینگی (تورّق) بانکی میان تامین منضبط و تامین سازمان‌یافته – پژوهشی فقهی تطبیقی)، لبنان، ۲۰۱۱.
5. . حقیبة طالب العلم فی الاقتصاد الإسلامی والمعاملات المالیة الإسلامیة (مجموعهٔ آموزشی دانشجویی برای اقتصاد و معاملات مالی اسلامی)، قطر، ۲۰۱۰ – در ۱۲ جلد.
6. . الأزمة المالیة العالمیة – دراسة أسبابها وآثارها ومستقبل الرأسمالیة بعدها، علاجها من منظور الاقتصاد الإسلامی، وکیفیة الاستفادة منها فی عالمنا الإسلامی (بحران مالی جهانی – بررسی علل، پیامدها و آیندهٔ سرمایه‌داری و درمان آن از منظر اقتصاد اسلامی)، لبنان، ۲۰۰۹.
7. نحن والآخر – دراسة فقهیة تأصیلیة لبیان علاقة المسلم بغیره فی حالة السلم والحرب والأقلیة والأکثریة على ضوء الکتاب والسنة وفقه المیزان (ما و دیگری – پژوهشی فقهی دربارهٔ رابطهٔ مسلمان با غیرمسلمان در شرایط صلح، جنگ، اقلیت و اکثریت براساس راهنمایی قرآن و سنت و فقه)، قطر، ۲۰۰۹.
8. المدخل إلى الاقتصاد الإسلامی – دراسة تأصیلیة مقارنة بالاقتصاد الوضعی على ضوء الکتاب والسنة ومقاصد الشریعة وتراثنا الفقهی (درآمدی بر اقتصاد اسلامی – پژوهشی پایه‌ای و تطبیقی با اقتصاد سکولار بر پایهٔ کتاب، سنت و مقاصد شریعت)، (در دست چاپ).
9. السَّلَم وتطبیقاته المعاصرة فی السلع والمنافع والخدمات – صکوکه، وحکم السَّلَم المنظم – دراسة فقهیة مقارنة (پیش‌فروش شرعی [سَلَم] و کاربردهای امروزی آن در کالاها و خدمات – پژوهشی فقهی تطبیقی)، (در دست چاپ).
10. المصارف والتأمین – دراسة تحلیلیة (بانکداری و بیمه – پژوهشی تحلیلی)، (در حال چاپ).
11. بحوث فی فقه قضایا الزکاة المعاصرة (پژوهش‌هایی در فقه مسائل معاصر زکات)، لبنان، ۲۰۰۸.
12. المنهل النضاخ فی اختلاف الأشیاخ (چشمهٔ جوشان در اختلاف مشایخ)، لبنان، ۲۰۰۷.  ۱
13. بحوث فی فقه البنوک الإسلامیة (پژوهش‌هایی در فقه بانک‌های اسلامی)، لبنان، ۲۰۰۷.
14. المقدمة فی المال والاقتصاد والملکیة والعقد (مقدمه‌ای بر مال، اقتصاد، مالکیت و عقد)، لبنان، ۲۰۰۶.
15. التأمین الإسلامی – دراسة فقهیة تأصیلیة (بیمهٔ اسلامی – پژوهشی فقهی و پایه‌ای)، لبنان، ۲۰۰۵.
16. فقه القضایا الطبیة المعاصرة (فقه مسائل پزشکی معاصر)، لبنان، ۲۰۰۵.
17. حکم الاستثمار فی الأسهم (حکم سرمایه‌گذاری در سهام)، قطر، ۲۰۰۵.
18. بحوث فی الاقتصاد الإسلامی (پژوهش‌هایی در اقتصاد اسلامی)، لبنان، ۲۰۰۲.
19. بحوث فی فقه المعاملات المالیة المعاصرة (پژوهش‌هایی در فقه معاملات مالی معاصر)، لبنان، ۲۰۰۱.
20. فقه الشرکات (فقه شرکت‌ها)، قطر، ۱۹۹۶.
21. قاعدة المثلی والقیمی وأثرها على الحقوق والالتزامات مع تطبیق معاصر على نقودنا الورقیة (قاعدهٔ مثلی و قِیمی و اثر آن بر حقوق و تعهدات با تطبیقی بر پول کاغذی امروزی)، مصر، ۱۹۹۴.
22. الوسیط للغزالی – تحقیق ودراسة وتعلیق (الوسیط غزالی – تحقیق و شرح)، مصر، ۱۹۸۰؛ سپس قطر، ۱۹۹۲.
23. مبدأ الرضا فی العقود – دراسة مقارنة فی الشریعة والقانون المدنی (اصل رضایت در قراردادها – پژوهشی تطبیقی در شریعت و حقوق مدنی)، لبنان، ۱۹۸۵.
24. معنی "لا إله إلا الله" للزرکشی – تحقیق ودراسة وتعلیق (معنای «لا إله إلا الله» از زرکشی – تحقیق و شرح)، مصر، ۱۹۸۲.
25. أیها الولد للغزالی – تحقیق ودراسة وتعلیق («ای پسر» از غزالی – تحقیق و شرح)، مصر، ۱۹۸۲.
26. الغاية القصوى فی دراسة الفتوى – للقاضی البیضاوی – تحقیق ودراسة وتعلیق (نهایت مقصود در پژوهش فتوای شرعی – از قاضی بیضاوی)، مصر، ۱۹۸۰.
27. الإنسان والإیمان للشیخ سعید النورسی – تحقیق مع مقدمة طویلة (انسان و ایمان اثر نورسی – با مقدمه‌ای مفصل)، بدون تاریخ.
28. المنهج المختار فی تفسیر النصوص الشرعیة (روش برگزیده در تفسیر متون شرعی)، در حال آماده‌سازی نهایی.
29. الجهاد والإرهاب والعنف (جهاد، ترور و خشونت)، در حال آماده‌سازی نهایی.
30. مختصر الأم للبویطی – تحقیق ودراسة وتعلیق (مختصر کتاب «الأم» بویطی – تحقیق و شرح)، در حال آماده‌سازی.
31. إلى أی إسلام ندعو؟ (به‌سوی کدام اسلام دعوت می‌کنیم؟)، در حال آماده‌سازی.
32. أثر دیون ونقود الشرکة أو المحفظة على حکم تداول الأسهم والصکوک والوحدات الاستثماریة – المشكلة والحلول – دراسة فقهیة اقتصادیة (تأثیر بدهی‌ها و نقدینگی شرکت یا سبد سرمایه‌گذاری بر حکم دادوستد سهام، صکوک و واحدهای سرمایه‌گذاری – بررسی مشکل و راه‌حل)، قطر.